# 십팔사략
《십팔사략》(十八史略)은 원(元)의 한족 학자 증선지가 지은 중국 고대사를 담은 역사서이다. 원명은 《고금역대 십팔사략》(古今歷代十八史略)으로, 태고(太古) 때부터 송나라 말까지의 사실을 뽑아 초학자를 위한 일종의 초급 역사교과서로써 편찬하였다.

## 내용
현전 간행본 가운데 가장 오래된 것은 원(元) 지치(至治) 연간(1321년 ~ 1323년)의 것이다. 원래 만들어진 것은 2권이었으나, 그 뒤 명(明) 초기의 학자 진은(陳殷)이 제왕의 세기(世紀)나 주자학(朱子学) 서적을 토대로 음과 해석을 달아 현재 전하는 것과 같은 7권이 되었고, 여기에 명 중기의 유염(劉剡)이 주희(朱熹)의 《자치통감강목》(資治通鑑綱目)을 따라 삼국 시대(三国時代)의 정통왕조를 위(魏)에서 촉(蜀)으로 바꾸어서 보주(補注)를 더해 간행한 것을 현재 전하고 있다.
진은은 중국의 역사를 간단히 이해하기 위해서 사마천이 지은 사기(史記)와 반고가 지은한서(漢書)에서 시작하여 구양수가 지은 신오대사(新五代史)에 이르는 17종의 정사(正史)의 기술에서 발췌하여 책을 엮었다고 여겨져 왔지만, 현재의 연구에서는 《자치통감》(資治通鑑) 등에서 발췌한 것이 더 많은 것으로 판명되어 있다. 야사(野史) 즉 황제의 명령이나 국가 기관에서 주도하여 발행한 것이 아니라 민간인에 의해서 저술된 역사책도 상당수 인용하였다. 특히 북송(北宋)・남송(南宋)에 관해서는 증선지 생존 당시에는 아직 송 왕조의 정사라고 할 《송사》(宋史)가 완성되지 않은 상태였고, 따라서 야사류나 개인 저작, 관련자가 갖고 있던 기록물을 토대로 한 것이 많은 것으로 여겨진다.
한국에는 조선 태종 3년(1403년)에 명의 사신으로 조선을 방문했던 태감 황엄(黃嚴)이 《원사》(元史) 등과 함께 《십팔사략》을 보내왔다고 한 것이 최초이다. 조선 초기의 성현(成俔)이 이 책을 애독하였다고 하며, 선조 또한 왕으로 즉위하기 전에 양인수(楊仁壽)라는 의원으로부터 《십팔사략》을 공부하였고(《성호사설》) 즉위한 뒤에는 김수(金晬)가 왕명으로 교정하였다고 한다(《성옹지소록惺翁識小錄》). 성호 이익도 《성호사설》에서 《십팔사략》을 읽은 내용을 언급하고 있다. 그 내용과 성격은 주로 역사속의 유명한 이야기를 뽑아 모은 것으로 마치 어린아이를 위한 ‘역사 이야기’ 수준의 교육서로써의 성격이 강한데, 홍대용(洪大容)이 청(淸)에 갔을 때, 조선의 어린아이들은 무슨 책을 읽느냐는 학사 엄성(嚴誠)의 물음에 “처음에는 《천자문》, 다음에 《사략》을 읽고 다음에 《소학》(小學)과 다른 경서를 읽는다.”고 대답하였고, 이덕무(李德懋)도 《청장관전서》(靑莊館全書)에서 “우리 나라에서는 몽학에게 반드시 《통감》과 《사략》을 가르친다.”라고 하여, 조선 후기 《십팔사략》은 초학의 학습서로 많이 읽혀졌음을 알 수 있다.

## 비판
단순한 교보재와 같은 책이었을 뿐 아니라, 사마천이 《사기》를 지으면서 허황된 이야기라며 빼버린 삼황에서 시작하는 등 초반 도입부부터 허황된 내용이 많고 문장도 지나치게 축약된 것이 많아 뜻이 통하지 않는 부분도 많았다. 선조 때의 문인 유몽인(柳夢寅)은 《어우야담》에서 “《통감》이나 《사략》은 우리 나라에서나 숭상하지 중국에서는 숭상하는 일이 없다.”고 지적했고, 조위한(趙緯韓)은 “중국 사람들이 우리 나라 사람들의 글이 자신들처럼 높아지지 못하게 하려고 보낸 책이 《사략》과 《고문진보》(古文眞寶)다.”고 지적하였다. 허균(許筠)은 조위한의 말을 과장이라고 하면서도 자신은 《사략》을 읽는 것을 부끄럽게 여겨서 《통감》과 《논어》를 읽어서 문리를 터득했다고 밝혔다.
중국에서는 이른 시기에 실전된 듯, 이긍익(李肯翊)의 《연려실기술》(燃藜室記述)에는 숙종(肅宗) 4년(1678년)에 청의 부칙시위(副勅侍衛)가 조선에 와서 조선 문인들의 문집을 비롯해 여러 가지 책을 구해 갔는데 그 중에 《십팔사략》과 《고문진보》가 들어 있었다고 하며, 조선 말기의 문신 홍한주(洪翰周)는 《지수염필》(智叟拈筆)에서 《사고전서》(四庫全書)를 편찬할 당시 청에서는 《십팔사략》의 존재를 알지도 못했다고 적고 있다. 현재 중국에서는 증선지라는 이름조차도 알려져 있지 않다.
일본의 경우 무로마치 시대(室町時代) 초기에 《십팔사략》이 전래되었다고 하며, 조선과 마찬가지로 에도 시대(江戸時代)에 초심자의 입문용 서적으로 쓰였다고 알려져 있다. 메이지(明治) 이후로도 한문 교과서에 많이 채용되었고, 《좌전》(左傳)이나 《사기》 같은 1급 고전 서적과의 구별이 어렵게 되었다. 한때 일본에서 《십팔사략》은 폭발적인 유행을 끌었지만, 동양사의 새로운 통독서가 등장한 뒤로는 차츰 비중이 줄어, 역사책이라기보다는 경영자와 비즈니스맨을 위한 자기계발서나 철학 서적으로 더 많이 읽히게 되었다. 중국문학을 연구한 다카시마 도시오(高島俊男)는 중국에서도 예로부터 어린애들이나 읽게 했던 책인데 일본인들은 이걸 전거로 삼을 만한 역사책으로 과대평가, 착각해왔다고 비판하였다.

## 구성
1. 『사기』（사마천）
2. 『한서』（반고）
3. 『후한서』（범엽）
4. 『삼국지』（진수）
5. 『진서』（방현령 외）
6. 『송서』（심약）
7. 『남제서』（소자현）
8. 『양서』（요사렴）
9. 『진서』（요사렴）
10. 『위서』（위수）
11. 『북제서』（이백약）
12. 『후주서』（최인사）
13. 『수서』（위징・장손무기）
14. 『남사』（이연수）
15. 『북사』（이연수）
16. 『신당서』（구양수・송기）
17. 『신오대사』（구양수）
18. ”송감”：『속자치통감장편』（이도）와『속송(중흥)편년자치통감』（유시거）의 두 책을 하나로 센다.